# Peter Lipman
Pour les articles homonymes, voir Lipman.
Ne doit pas être confondu avec Peter Lippmann.
Peter « Pete » W. Lipman est un géologue et volcanologue américain de l'United States Geological Survey (USGS).
En 2004, il a reçu le Distinguished Service Award de la Geological Society of America.